# Liste der Monuments historiques in Torcenay
Die Liste der Monuments historiques in Torcenay führt die Monuments historiques in der französischen Gemeinde Torcenay auf.

## Liste der Objekte
| Bezeichnung                   | Beschreibung                           | Standort                       | Kennzeichnung | Schutzstatus | Datum | Bild |
| ----------------------------- | -------------------------------------- | ------------------------------ | ------------- | ------------ | ----- | ---- |
| Skulptur Madonna mit Kind (1) | Holz, vergoldet, 18. Jahrhundert       | in der Kirche St-Martin (Lage) | PM52001181    | Classé       | 1961  |      |
| Skulptur Madonna mit Kind (2) | Stein, farbig gefasst, 16. Jahrhundert | in der Kirche St-Martin (Lage) | PM52001180    | Classé       | 1961  |      |